# USS Overton (DD-239)
USS Overton (DD-239) là một tàu khu trục lớp Clemson được Hải quân Hoa Kỳ chế tạo vào cuối Chiến tranh Thế giới thứ nhất, đã tiếp tục phục vụ trong Chiến tranh Thế giới thứ Hai, được cải biến thành tàu vận chuyển cao tốc APD-23, và hoạt động cho đến khi xung đột kết thúc. Nó là chiếc tàu chiến duy nhất của Hải quân Hoa Kỳ được đặt tên theo Đại úy Thủy quân Lục chiến Macon C. Overton (1890-1918), người tử trận trong Thế Chiến I tại Pháp.

## Thiết kế và chế tạo
Overton được đặt lườn vào ngày 30 tháng 10 năm 1918 tại xưởng tàu của hãng New York Shipbuilding Corporation. Nó được hạ thủy vào ngày 10 tháng 7 năm 1919, được đỡ đầu bởi bà Margaret C. Overton, mẹ của Đại úy Overton; và được đưa ra hoạt động vào ngày 30 tháng 6 năm 1920 dưới quyền chỉ huy của Hạm trưởng, Trung tá Hải quân P. T. Berry.

## Lịch sử hoạt động

### Giữa hai cuộc thế chiến
Sau khi hoàn tất chạy thử máy, Overton hoạt động cùng Hải đội Khu trục 3, và sau đó cùng Hải đội Khu trục 5, dọc theo vùng bờ Đông; vào đầu tháng 9 năm 1920, nó trợ giúp vào việc cứu hộ chiếc tàu ngầm S-5. Sau đó nó được điều sang Hải đội Khu trục 2 và được lệnh đi đến vùng biển Châu Âu. Rời New York ngày 14 tháng 9, nó gia nhập lực lượng Hải quân Hoa Kỳ tại Hắc Hải ở Constantinople, Thổ Nhĩ Kỳ vào ngày 5 tháng 10. Trong một năm rưỡi tiếp theo, nó thực hiện các nhiệm vụ ngoại giao và nhân đạo cần thiết sau Thế Chiến I, thường xuyên viếng thăm các cảng Nga, Romania và Thổ Nhĩ Kỳ cũng như các cảng Levant trong Địa Trung Hải, phân phối hàng tiếp liệu cứu trợ, cung cấp phương tiện vận chuyển và liên lạc cũng như di tản người tị nạn. Nhiệm vụ di tản được đẩy mạnh sau khi lực lượng Bạch vệ dưới quyền tướng Pyotr N. Wrangel đầu hàng lực lượng Bolshevik tại Crimea vào tháng 11 năm 1920.
Vào tháng 7 năm 1922, Overton quay trở về Hoa Kỳ để thực tập huấn luyện cùng Hạm đội Tuần tiễu, nhưng khi mâu thuẫn giữa Hy Lạp và Thổ Nhĩ Kỳ bộc phát thành xung đột tại Smyrna vào tháng 10, nó lại được điều sang vùng biển Thổ Nhĩ Kỳ trong sáu tháng. Đến giữa tháng 5 năm 1923, nó lên đường về phía Tây đi Ý, nơi nó khởi hành quay trở về Hoa Kỳ, về đến New York vào ngày 12 tháng 6. Các hoạt động thực hành hải đội và hạm đội trong tám năm tiếp theo diễn ra tại khu vực Đại Tây Dương, ngoại trừ hai lượt bố trí sang Thái Bình Dương vào các năm 1925 và 1926 để tập trận Vấn đề Hạm đội.
Vào ngày 3 tháng 2 năm 1931, Overton được cho xuất biên chế và đưa về lực lượng dự bị. Một năm sau, nó được đặt trong tình trạng dự bị luân phiên, và phục vụ trong tình trạng này cho đến khi lại được cho xuất biên chế và đưa về lực lượng dự bị vào ngày 20 tháng 11 năm 1937.

### Thế Chiến II
Khi Chiến tranh Thế giới thứ Hai bùng nổ tại châu Âu vào năm 1939, Overton được cho nhập biên chế trở lại vào ngày 26 tháng 9, và được phân nhiệm vụ Tuần tra Trung lập. Neo đậu tại Boston, Massachusetts vào ngày 7 tháng 12 năm 1941, nhiệm vụ của nó chỉ thay đổi đôi chút sau khi Hoa Kỳ tham gia chiến tranh. Chiếc tàu khu trục hoạt động hộ tống vận tải và tuần tra chống tàu ngầm, thoạt tiên là trên tuyến đường đi sang Iceland, và sau đó tại vịnh Mexico và vùng biển Caribe. Từ tháng 7 năm 1942 đến tháng 2 năm 1943, nó làm nhiệm vụ tương tự dọc theo vùng bờ Đông; rồi từ 7 tháng 2 đến 26 tháng 5, nó hộ tống các đoàn tàu vận tải đi lại giữa New York và Casablanca. Nó được đại tu, và vào cuối tháng 6 đã tham gia một trong những đội đặc nhiệm tàu sân bay hộ tống đầu tiên, Đội đặc nhiệm 21.11, tập trung chung quanh chiếc tàu sân bay hộ tống Santee, và cùng với đội này bảo vệ cho tuyến đường vận tải Norfolk-Casablanca. Vào các ngày 14 và 30 tháng 7, máy bay của đội này được ghi công đã đánh chìm các tàu ngầm U-boat Đức U-160 và U-43 tương ứng.
Overton quay trở lại Norfolk vào ngày 6 tháng 8 năm 1943, được cải biến thành một tàu vận chuyển cao tốc, và được xếp lại lớp với ký hiệu lườn mới  APD-23 vào ngày 21 tháng 8. Đến ngày 22 tháng 10, nó lên đường đi sang khu vực Thái Bình Dương, đi đến Trân Châu Cảng vào ngày 12 tháng 11 để tiếp tục huấn luyện, và đến ngày 22 tháng 1 năm 1944 đã lên đường hướng sang phía Tây cùng Đội Vận chuyển Tiền phương phía Nam để đi Kwajalein. Trước lúc bình minh ngày 31 tháng 1, nó tung lực lượng trinh sát lên bờ tại Gehh, nơi mà từ đó họ di chuyển đến các đảo Ninni và Gea để kiểm soát eo biển Gea thuộc phần phía Nam của vùng biển Kwajalein. Sau đó nó làm nhiệm vụ bắn phá, hỗ trợ hỏa lực và trinh sát. Vào ngày 4 tháng 2, nó hỗ trợ cho việc chiếm đóng Bigei, và đến ngày 8 tháng 2 lên đường quay trở về Trân Châu Cảng và vùng bờ Tây. Đến ngày 29 tháng 5, nó quay trở lại khu vực chiến trường với lực lượng Thủy quân Lục chiến trên tàu để đi Saipan. Cho đến ngày 24 tháng 6, nó bảo vệ cho khu vực vận chuyển và tuần tra ngoài khơi Tinian, rồi rút lui về Eniewtok để hộ tống các đoàn tàu vận tải đi đến Saipan. Đến tháng 7, nó tiếp nố  hiệm vụ tuần tra và bắn phá ngoài khơi Tinian, rồi bảo vệ cho các tàu đổ bộ LCT đi đến Guam, và đến cuối tháng lại hộ tống các tàu đổ bộ LST quay về Trân Châu Cảng.
Overton lại lên đường hướng sang phía Tây vào ngày 15 tháng 9, lần này là đi đến Manus, và từ đây vào ngày 12 tháng 10 tiếp tục đi đến Philippines để bảo vệ cho nhân sự của đội phá hoại dưới nước (UDT), khi họ được tung lên bờ chuẩn bị cho cuộc đổ bộ lên Leyte. Sau đó nó hộ tống các đoàn tàu tiếp liệu trước khi tham gia chiến dịch đổ bộ tiếp theo lên vịnh Lingayen. Vào ngày 27 tháng 12, nó khởi hành từ vịnh Humboldt, tiến vào vịnh Lingayen ngày 6 tháng 1 năm 1945, và sang ngày hôm sau tiếp tục hỗ trợ cho các đội UDT trên bờ. Tong suốt quá trình đổ bộ và cho đến ngày 12 tháng 1, nó hộ tống các đơn vị hạng nặng và tàu vận tải trước khi rút lui về Leyte.
Từ Leyte, Overton tiếp tục đi Ulithi, nơi nó bảo vệ đội tiếp liệu cho lực lượng tàu sân bay nhanh cho đến đầu tháng 3. Sau đó nó tuần tra ngoài khơi Iwo Jima, và vào ngày 10 tháng 3 lại tiếp nối nhiệm vụ hộ tống. Một chuyến đi đến Leyte được tiếp nối bởi nhiệm vụ hộ tống vận tải đến Okinawa; nó đi đến ngoài khơi đảo này vào ngày 11 tháng 4, và làm nhiệm vụ tuần tra và cột mốc radar cho đến ngày 15 tháng 4, rồi hướng đi Saipan. Từ đây nó lên đường quay trở về Hoa Kỳ.
Overton đi đến San Francisco vào ngày 15 tháng 5, và được lệnh đi đến Philadelphia để ngừng hoạt động. Được cho xuất biên chế vào ngày 30 tháng 7 năm 1945, tên nó được cho rút khỏi danh sách Đăng bạ Hải quân vào ngày 13 tháng 8 năm 1945, và lườn tàu được bán cho hãng Boston Metals Company ở Baltimore, Maryland vào ngày 30 tháng 11 năm 1945 để tháo dỡ.

## Phần thưởng
Overton được tặng thưởng tám Ngôi sao Chiến trận do thành tích phục vụ trong Chiến tranh Thế giới thứ hai.